# Российский морской регистр судоходства
Российский морской регистр судоходства (РС) — международное классификационное общество, основанное в 1913 году. Российский морской регистр судоходства является государственным учреждением технического надзора и классификации морских судов, подведомственным Министерству транспорта Российской Федерации.
В классе РС состоят более 3 500 судов, зарегистрированных под флагами более 40 государств. В структуру РС входят: Главное управление, расположенное в Санкт-Петербурге, 109 представительств и участков в России и за рубежом. Главное управление Российского морского регистра судоходства располагается на Дворцовой набережной в здании бывшего дворца Дмитрия Кантемира.
Из-за вторжения России на Украину, общество находится под международными санкциями всех стран Евросоюза и других стран.

## История
Первое классификационное учреждение в России было создано только в конце XIX века, в 1899 году приняты первые правила классификации. Наконец, 31 декабря 1913 года был утвержден Устав классификационного общества «Русский Регистр». В связи с историческими событиями общество неоднократно переименовывалось: Российский Регистр, Регистр СССР, Морской регистр судоходства, Российский морской регистр судоходства.
Задачи обеспечения хорошего технического состояния судов морского флота требовали высокого уровня подготовки специалистов и проведения научных исследований, которые с 1914 года и по сей день координируются Научно-техническим советом. РС всегда использовал новейшие достижения науки и техники. Впервые в мировой практике Регистром СССР были разработаны нормы в отношении судов арктического плавания, созданные правила по электросварке подтвердили возможность внедрения этой технологии при постройке и ремонте судов. С конца 50-х годов XX века Регистр СССР стал единственным классификационным обществом в мире, в классе которого были суда с атомными энергетическими установками.
Правопреемником Регистра СССР стал Российский морской регистр судоходства. В настоящее время РС, одно из ведущих классификационных обществ — членов Международной ассоциации классификационных обществ, принимает активное участие в работе Международной морской организации, Международной организации по стандартизации, Международной организации труда.
РС имеет более 100 представительств по всему миру и предоставляет широкий спектр услуг по классификации, техническому наблюдению, сертификации, рассмотрению проектов, а также освидетельствованию систем управления безопасностью и систем качества.
С 1969 года РС является членом Международной ассоциации классификационных обществ (МАКО), созданной в 1968 году и объединяющей ныне 12 крупнейших классификационных обществ мира, в классе которых состоит 94 % судов мирового торгового флота. РС принимает активное участие в деятельности Совета и рабочих органов МАКО, тематика которых охватывает все сферы деятельности классификационных обществ. РС использует свой научно-технический потенциал для разработки и совершенствования Унифицированных требований МАКО. РС принимал активное участие в разработке совместных правил МАКО.
С 1973 года РС трижды возглавлял Совет МАКО. РС признан Европейским союзом.
В составе делегаций Российской Федерации специалисты РС участвуют в работе различных комитетов и подкомитетов Международной морской организации (ИМО), Международной организации по стандартизации (ИСО) и Европейского Фонда управления качеством
РС является ассоциированным членом Международной ассоциации независимых владельцев танкеров (INTERTANKO), Международной ассоциации владельцев сухогрузных судов (INTERCARGO), Балтийского и Международного морского совета (BIMCO).
РС осуществляет классификацию морских судов и плавучих сооружений, а также техническое наблюдение по поручениям Морских Администраций различных стран за выполнением требований международных конвенций и выдачу соответствующих документов от имени Администраций.
По поручению Морской Администрации России и Морских Администраций 37 стран РС выполняет работы по сертификации систем управления безопасностью судоходных компаний и судов на соответствие требованиям Международного кодекса по управлению безопасной эксплуатацией судов и предотвращением загрязнения (МКУБ). Этот стандарт безопасности предполагает создание системы управления безопасностью для судоходных компаний и предусматривает устранение влияния человеческого фактора на безопасную эксплуатацию судов. В разветвленной сети подразделений РС работают эксперты по МКУБ, что позволяет оперативно выполнять сертификацию практически в любом порту мира.